# Pitsídia
Pitsídia (em grego: Πιτσίδια) é uma vila localizada na unidade regional de Heraclião. Situa-se a 65 km a sudoeste de Heraclião a uma altitude de 80 m acima do nível do mar. Na área circundante localizam-se alguns sítios minoicos importantes: 1,5 km o porto de Commos; 4 km a vila e antigo porto de Mátala; Festo, Hagia Triada, Gortina e o Mosteiro de Odigítria.
Tem aproximadamente 700 habitantes e é a sede da comunidade Pitsídia-Mátala, parte da unidade municipal de Timpaci e município de Festo. A vila é, segundo documentos bizantinos, o local onde o general bizantino Nicéforo Focas e seu exército, proveniente da Anatólia, assentou-se. O clima temperado típico da região de Pitsidia produz efeitos medicinais benéficos para a população local que é famosa por sua longevidade. A principal estrada que passa pela vila segue sentido a planície de Messara.